# Wettlingen

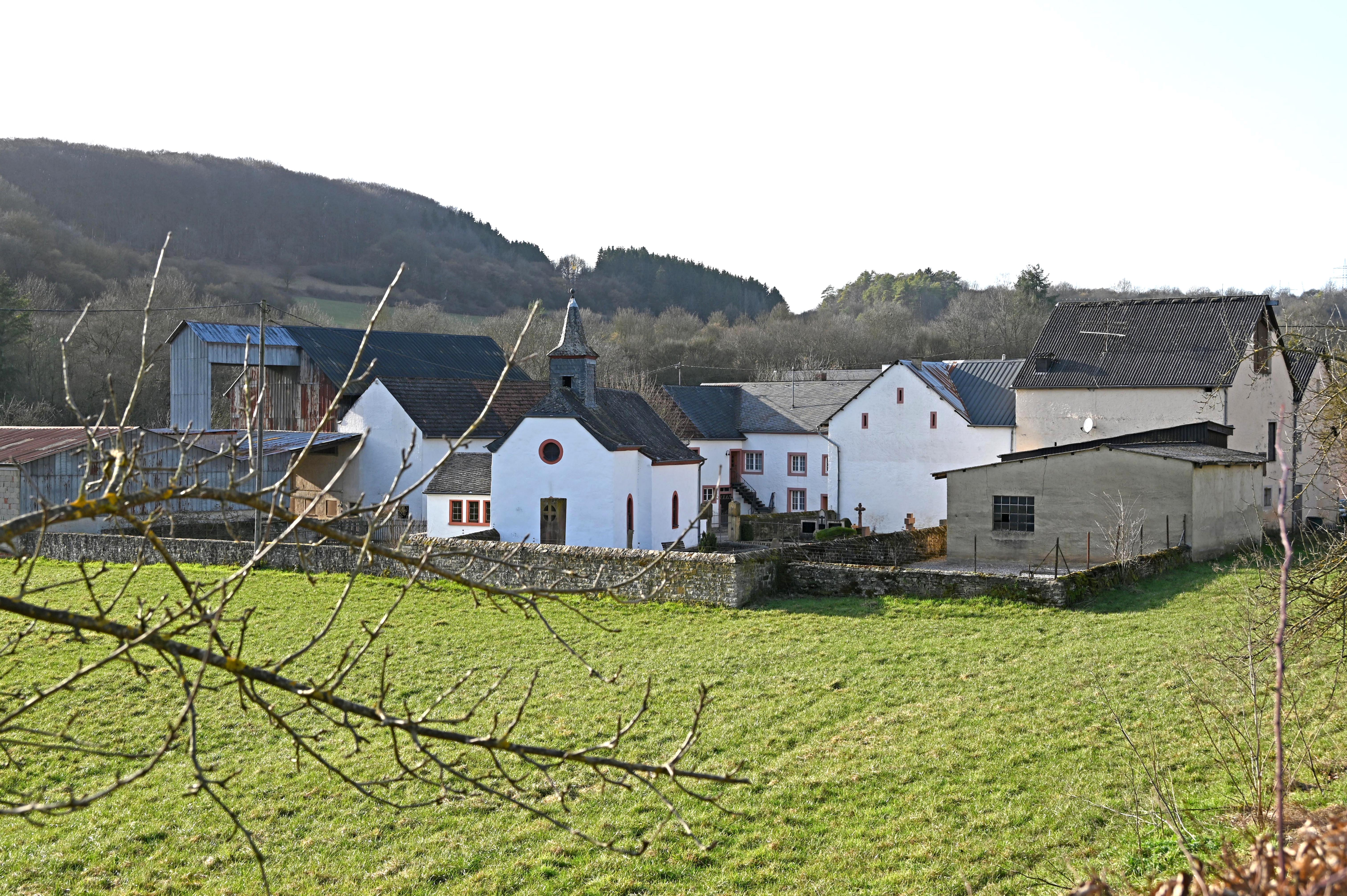
Wettlingen, Denkmalzone Ortskern

Wettlingen ist eine Ortsgemeinde im Eifelkreis Bitburg-Prüm in Rheinland-Pfalz. Sie gehört der Verbandsgemeinde Bitburger Land an.

## Geographie
Wettlingen liegt 10 km südwestlich von Bitburg bei Bettingen an der Prüm. Von den 346 Hektar Gemeindefläche sind 85 Hektar Wald, 223 werden landwirtschaftlich genutzt (Stand: 2017).
Nachbarorte sind die Ortsgemeinden Bettingen im Norden, Ingendorf und Dockendorf im Osten, Peffingen im Süden, Enzen im Südwesten, sowie Halsdorf im Westen.

## Geschichte

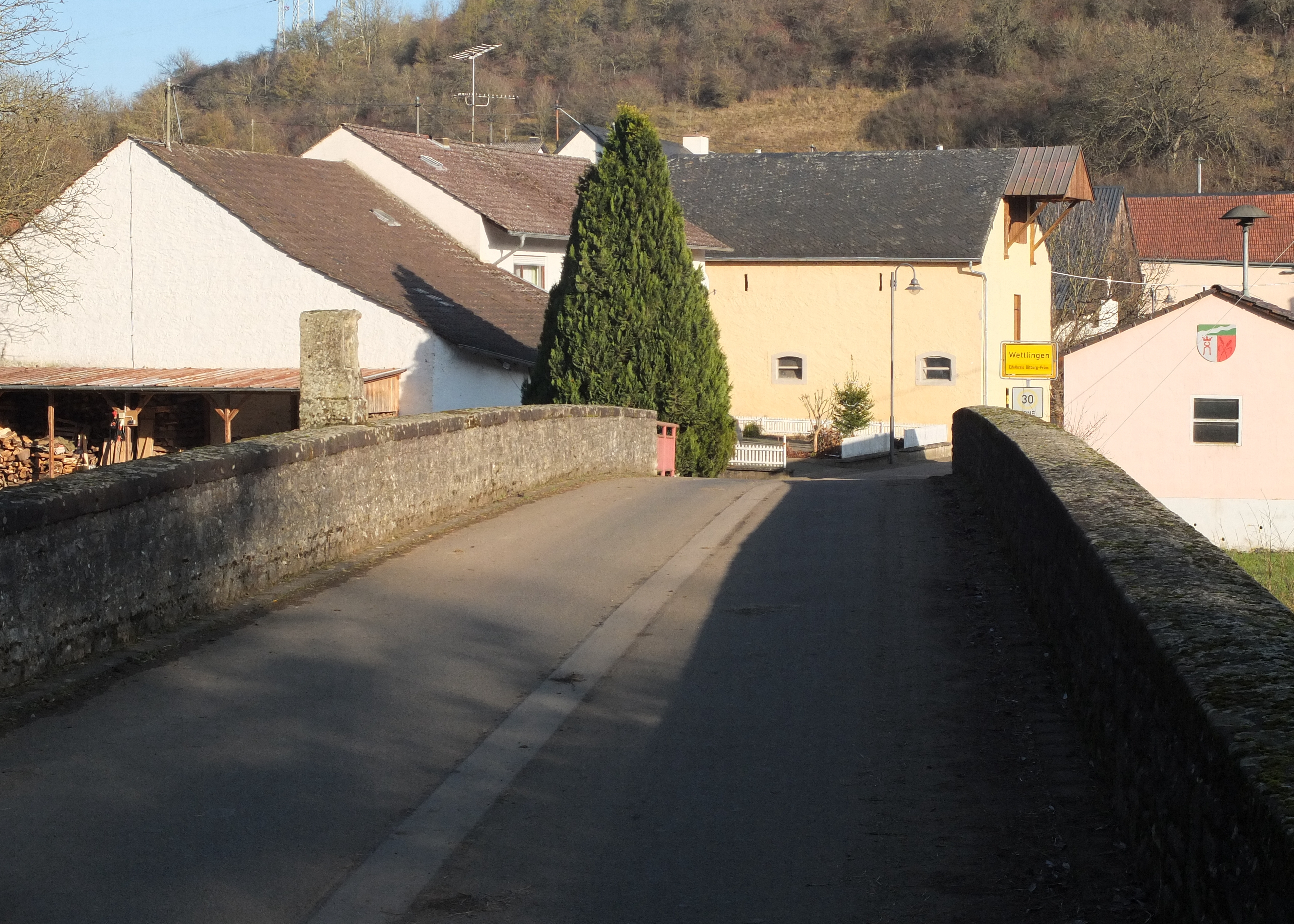

Wettlingen ist eine Gemeinde fränkischen Ursprungs. Auf dem Gemeindeberg wurden Reste fränkischer Gräber gefunden. Nordöstlich der Gemeinde konnte man zudem einen römischen Sarkophag mit einer Deckplatte aus rotem Sandstein bergen. Auch der Fund eines Hügelgrabes aus der Eisenzeit spricht für eine frühe Besiedelung. Dieser wurde 1966 an der Gemeindegrenze zu Dockendorf und Peffingen freigelegt. Man entdeckte mehrere Brandschichten und Keramik aus der Zeit der Hunsrück-Eifel-Kultur.
Erstmals erwähnt wird der Ort um 1200 in einem Stiftungsverzeichnis des Trierer Domkapitels. Der Ort verfügte über eine Mühle, die 1329 vom Herrn von Neuerburg an Johann de la Roche verkauft wurde. 1570 wird die Agathakapelle erstmals erwähnt. Nach dem Dreißigjährigen Krieg blieben von sieben Höfen vier unbewirtschaftet.
Bis zum Ende des 18. Jahrhunderts gehörte der Ort zur luxemburgischen Herrschaft Bettingen. Von 1795 bis 1814 gehörte Wettlingen zum französischen Departement der Wälder, bevor es aufgrund der 1815 auf dem Wiener Kongress getroffenen Vereinbarungen dem Königreich Preußen zugeordnet wurde. Unter der preußischen Verwaltung wurde Wettlingen der Bürgermeisterei Bettingen im 1816 neu errichteten Kreis Bitburg im Regierungsbezirk Trier zugeordnet, der von 1822 an zur Rheinprovinz gehörte. Im Jahr 1856 kam Wettlingen zur Bürgermeisterei Alsdorf, 1914 zur Bürgermeisterei Wolsfeld (ab 1927 Amt Wolsfeld), 1970 zur Verbandsgemeinde Bitburg-Land und 2014 zur Verbandsgemeinde Bitburger Land.
Bevölkerungsentwicklung
Die Entwicklung der Einwohnerzahl von Wettlingen, die Werte von 1871 bis 1987 beruhen auf Volkszählungen:
| Jahr | Einwohner |
| ---- | --------- |
| 1815 | 76        |
| 1835 | 102       |
| 1871 | 127       |
| 1905 | 99        |
| 1939 | 82        |
| 1950 | 62        |
| 1961 | 67        |

| Jahr | Einwohner |
| ---- | --------- |
| 1970 | 77        |
| 1987 | 57        |
| 1997 | 53        |
| 2005 | 50        |
| 2011 | 52        |
| 2017 | 38        |
| 2024 | 31        |

## Politik

### Gemeinderat
Der Gemeinderat in Wettlingen besteht aus sechs Ratsmitgliedern, die bei der Kommunalwahl am 9. Juni 2024 in einer Mehrheitswahl gewählt wurden, und dem ehrenamtlichen Ortsbürgermeister als Vorsitzendem.

### Bürgermeister
Karl-Heinz Wonner wurde am 17. Juni 2019 Ortsbürgermeister von Wettlingen. Bei der Direktwahl am 26. Mai 2019 war er mit einem Stimmenanteil von 59,26 % gewählt worden. Bei der Direktwahl am 9. Juni 2024 wurde er als einziger Bewerber mit 61,5 % für weitere fünf Jahre in seinem Amt bestätigt.
Sein Vorgänger Oswald Hankes hatte das Amt von 1994 bis 2019 ausgeübt.

### Wappen
| Wappen von Wettlingen | [ 13 ] |
| Wappen von Wettlingen | Wappenbegründung: Der Wellenbalken im Schildhaupt versinnbildlicht den Fluss Prüm und die Zange und Krone nehmen Bezug auf die Kirchenpatronin, St. Agatha, während die Ähren auf die landwirtschaftliche Struktur der Gemeinde hinweisen. |

## Sehenswürdigkeiten

### Bauwerke
In der Denkmalliste des Landes Rheinland-Pfalz (Stand: 2021) sind folgende Kulturdenkmäler ausgewiesen:
- Römisch-katholische Filialkirche St. Agathe, hausartiger Saalbau mit Dachreiter (bezeichnet 1758)
- Denkmalzone in der Dorfstraße mit der Kirche und fünf Hofanlagen aus dem 19. und 20. Jahrhundert
- Brücke über die Prüm, dreibogiger Kalksteinquaderbau
- Wegekreuz in der Gemarkung (bezeichnet 1746)

Siehe auch: Liste der Kulturdenkmäler in Wettlingen

### Naturdenkmale
Als Naturdenkmale sind eine Buche sowie eine Wacholderheide ausgewiesen.
Siehe auch: Liste der Naturdenkmale in Wettlingen

## Wirtschaft und Infrastruktur

### Wirtschaft
Die Ortsgemeinde ist von der Landwirtschaft geprägt. Viele Arbeitnehmer sind als Pendler in den umliegenden Städten beschäftigt.

### Verkehr
Wettlingen wird von der Landesstraße 7 an das überregionale Straßennetz angeschlossen.